# Suite (grup de música)
Suite és un grup de música pop rock format el 2008 a Santpedor (Bages).
Els quatre membres del grup comencen a tocar junts a Santpedor quan preparen la seva primera maqueta What Can I Dream Today? Més tard, el seu single A Hundred Years To Live va ser la sintonia oficial de la lliga espanyola d'handbol. Han cantat a sales com ara Luz de Gas i al Camp Nou. El 2010 van passar a les semifinals del concurs Emergenza al Razzmatazz 3 a Barcelona. L'abril del 2011 van publicar el seu primer àlbum titulat Time & Essence que inclou dotze temes en anglès. El 2013 van rebre el premi al grup emergent de La Vanguardia al festival Strenes de Girona.
Discografia
- What can I dream today (maqueta, 2009)
- Don't go away
- Time & Essence (2011, RGB suports)[2]

1. Nothing more to say, amb Guillermo Garcia als Gang backing vocals
2. A hundred years to live
3. Not all the stars can shine
4. Don't go away
5. Keep on trying amb Núria Moliner als vocals i Oscar Delgado al piano
6. Like a ghost
7. Them
8. Next to you
9. Feelings amb Txosse Ruiz fent la Riff intro.
10. Maybe amb David Sanmartí al violí i Laura Torra també al violoncel.
11. Goodbye
12. Nothing more to say (Freddy Marquez Remix)

- Phoenix (2014, RGB reports)[5]